# Lucas Ocampos
Lucas Ariel Ocampos (Quilmes, 11 de julho de 1994) é um futebolista argentino que atua como atacante. Atualmente joga no Monterrey.

## Carreira
Ocampos começou a carreira no River Plate.

## Títulos
River Plate
- Primera B Nacional: 2011–12

Monaco
- Ligue 2: 2012–13

Sevilla
- Liga Europa da UEFA: 2019–20, 2022–23